# Michael Park
Michael Park (Newent, Gloucestershire, 22 de junho de 1966 – Neath Port Talbot, 18 de setembro de 2005) foi o co-piloto de Markko Märtin.

## Morte
Michael Park morreu em 18 de setembro de 2005 quando a Peugeot 307 de Markko Märtin bateu em uma árvore. Markko Märtin saiu ileso.

## Vitórias no Campeonato Mundial de Rali
| # | Evento                                              | Temporada | Piloto        | Carro         |
| - | --------------------------------------------------- | --------- | ------------- | ------------- |
| 1 | 50 th BP Ultimate Acropolis Rally of Greece         | 2003      | Markko Märtin | Ford Focus RS |
| 2 | 53rd Neste Rally Finland                            | 2003      | Markko Märtin | Ford Focus RS |
| 3 | 18º Corona Rally México                             | 2004      | Markko Märtin | Ford Focus RS |
| 4 | 48ème Tour de Corse - Rallye de France              | 2004      | Markko Märtin | Ford Focus RS |
| 5 | 40º Rallye Catalunya-Costa Brava (Rallye de España) | 2004      | Markko Märtin | Ford Focus RS |